# 中央油化
中央油化株式会社（ちゅうおうゆか）とは、グリース・さび止め油・加工石油製品を中心とした製造販売会社である。

## 概要
潤滑用グリースの中でも特殊用途グリース、特殊用途加工潤滑油の分野を得意とし、各自動車メーカーや防衛省などが主要販売先に含まれる。
防錆グリースでの特許取得もあるほか、研修会へ講師として参加した事もある。

## 主な製品
- グリース

汎用グリース、自動車用グリース、集中給油用グリース、高荷重用グリース、一般グリース、ギヤーコンパウンド、特殊グリース
- さび止め油

指紋除去及び洗浄型、溶剤希釈型、ペトロラタム型、潤滑油型
- 特殊潤滑油

含浸軸受油、接点用潤滑剤、ドライ潤滑剤、半乾燥性防錆潤滑剤
- ケミカル用品

エンジンオイル添加剤、等速ジョイント用グリース、ブレーキ＆パーツクリーナー、エアコンプレッサー用潤滑剤、ブレーキ用ラバーグリース、ブレーキ・ディスクパッド鳴き止め用グリース、チェーン用潤滑剤、各種スプレー潤滑剤

## 特筆すべき沿革
1958年　グリース・さび止め油・加工石油製品の製造販売会社として創業
1996年　ISO9001(品質マネジメントシステム)認証取得
2004年　ISO14001(環境マネジメントシステム)認証取得